# Gigue (électronique)
Pour les articles homonymes, voir Gigue.
Dans le domaine des transmissions numériques et plus particulièrement des liaisons série, la gigue (en anglais : jitter) est le phénomène de fluctuation d'un signal. Cette fluctuation peut être un glissement de phase ou une dispersion temporelle.
Elle entraîne des erreurs en sortie lors de la récupération des données.
Les normes télécoms, telles que la norme SONET (Synchronous Optical Network), ont spécifié des critères pour qu'un système puisse fonctionner. Ces limites sont basées sur le domaine de fréquences avec les spectres de la gigue. On y définit des spécifications :
- de tolérance de gigue (Jitter Tolerance) ;
- de transfert de gigue (Jitter Transfer) ;
- de création de gigue (Jitter Generation).